# 熱電効果
熱電効果（ねつでんこうか、英: thermoelectric effect）は、電気伝導体や半導体などの金属中において、熱流の熱エネルギーと電流の電気エネルギーが相互に及ぼし合う効果の総称。ただしジュール熱とは別の現象である。

## 種類
次の三つが熱電効果とされているものである。
ゼーベック効果物体の温度差が電圧に変換される現象。1821年にトーマス・ゼーベックが発見。
ペルティエ効果異なる金属を接合し電圧をかけると接合点で熱の吸収・放出が起こる現象。1834年にジャン＝シャルル・ペルティエが発見。
トムソン効果金属上で温度差がある2点間に電流を流すと、熱の吸収・発生が起こる現象。1854年にウィリアム・トムソンが発見。
ゼーベック効果とペルティエ効果はちょうど逆の効果であり、トムソン効果も関連する効果である。

## トムソンの熱電対関係式
それぞれの効果を特徴づける量であるゼーベック係数 S、ペルティエ係数 Π およびトムソン係数 μ には以下の関係がある。これをトムソンの熱電対関係式またはケルビンの関係式という。
{\displaystyle S={\frac {\Pi }{T}},}
{\displaystyle \mu =-T{\frac {\mathrm {d} S}{\mathrm {d} T}}.}
これはオンサーガーの相反定理の一例である。